# Mjöträsket (Burträsks socken, Västerbotten, 716956-170128)
Mjöträsket är en sjö i Skellefteå kommun i Västerbotten och ingår i Rickleåns huvudavrinningsområde.